# Georg Keßler
Georg Keßler (Saarbrücken, 1932. szeptember 23. –) német labdarúgóedző, a holland válogatott szövetségi kapitánya (1966–1970).

## Pályafutása
1966 és 1970 között a holland válogatott szövetségi kapitánya volt. Összesen 28 mérkőzésen irányította a csapatot. Mérlege 9 győzelem, 6 döntetlen és 13 vereség volt.
1970–71-ben a holland Sparta Rotterdam, 1971–72-ben a belga Anderlecht, 1973–74-ben a holland PEC Zwolle, 1974 és 1977 között a Hertha BSC, 1977–78-ban az osztrák Wacker Innsbruck, 1978 és 1982 között az AZ ’67, 1982 és 1984 között a belga Club Brugge, 1984–85-ben a görög Olimbiakósz, 1986-ban az 1. FC Köln vezetőedzője volt.
1986 és 1989 között a belga Royal Antwerp, 1989–90-ben a Standard de Liège, 1991–92-ben a holland Fortuna Sittard, 1996 és 1998 között ismét a Royal Antwerp szakmai munkáját irányította.
Az Anderlechttel egy-egy belga bajnoki címet és kupagyőzelmet, a Wacker Innsbruckkal egy osztrákkupa-győzelmet ért el. Az alkmaari AZ ’67 csapatával egyszeres holland bajnok és kétszeres kupagyőztes lett. Az 1980–81-es idényben UEFA-kupadöntős volt az együttessel. Az 1985–86-os idényben az 1. FC Köln csapatával is UEFA-kupadöntőig jutott.

## Sikerei, díjai
Sparta Rotterdam
- Holland kupa (KNVB Cup)
  - döntős: 1971

 Anderlecht
- Belga bajnokság
  - bajnok: 1971–72
- Belga kupa
  - győztes: 1972

 Hertha
- Nyugatnémet kupa (DFB-Pokal)
  - döntős: 1977

 Wacker Innsbruck
- Osztrák kupa
  - győztes: 1978

 AZ ’67
- Holland bajnokság
  - bajnok: 1980–81
- Holland kupa (KNVB Cup)
  - győztes (2): 1981, 1982
- UEFA-kupa
  - döntős: 1980–81

 Club Brugge
- Belga kupa
  - döntős: 1983

 1. FC Köln
- UEFA-kupa
  - döntős: 1985–86

## Statisztika

### Mérkőzései holland szövetségi kapitányként
| Hollandia | Hollandia            | Hollandia                         | Hollandia     | Hollandia | Hollandia     | Hollandia    | Hollandia | Hollandia |
| #         | Dátum                | Helyszín                          | Hazai         | Eredmény  | Vendég        | Kiírás       | Gólok     | Esemény   |
| --------- | -------------------- | --------------------------------- | ------------- | --------- | ------------- | ------------ | --------- | --------- |
| 1.        | 1966. március 23.    | Rotterdam, Feijenoord Stadion     | Hollandia     | 2 – 4     | NSZK          | barátságos   | -         |           |
| 2.        | 1966. április 17.    | Rotterdam, Feijenoord Stadion     | Hollandia     | 3 – 1     | Belgium       | barátságos   | -         |           |
| 3.        | 1966. május 11.      | Glasgow, Hampden Park             | Skócia        | 0 – 3     | Hollandia     | barátságos   | -         |           |
| 4.        | 1966. szeptember 7.  | Rotterdam, Feijenoord Stadion     | Hollandia     | 2 – 2     | Magyarország  | Eb-selejtező | -         |           |
| 5.        | 1966. szeptember 18. | Bécs, Práter Stadion              | Ausztria      | 2 – 1     | Hollandia     | barátságos   | -         |           |
| 6.        | 1966. november 6.    | Amszterdam, Olimpiai Stadion      | Hollandia     | 1 – 2     | Csehszlovákia | barátságos   | -         |           |
| 7.        | 1966. november 30.   | Rotterdam, Feijenoord Stadion     | Hollandia     | 2 – 0     | Dánia         | Eb-selejtező | -         |           |
| 8.        | 1967. április 5.     | Lipcse, Zentralstadion            | NDK           | 4 – 3     | Hollandia     | Eb-selejtező | -         |           |
| 9.        | 1967. április 16.    | Antwerpen, Bosuilstadion          | Belgium       | 1 – 0     | Hollandia     | barátságos   | -         |           |
| 10.       | 1967. május 10.      | Budapest, Népstadion              | Magyarország  | 2 – 1     | Hollandia     | Eb-selejtező | -         |           |
| 11.       | 1967. szeptember 13. | Amszterdam, Olimpiai Stadion      | Hollandia     | 1 – 0     | NDK           | Eb-selejtező | -         |           |
| 12.       | 1967. október 4.     | Koppenhága, Idrætsparken Stadion  | Dánia         | 3 – 2     | Hollandia     | Eb-selejtező | -         |           |
| 13.       | 1967. november 1.    | Rotterdam, Feijenoord Stadion     | Hollandia     | 1 – 2     | Jugoszlávia   | barátságos   | -         |           |
| 14.       | 1967. november 29.   | Rotterdam, Feijenoord Stadion     | Hollandia     | 3 – 1     | Szovjetunió   | barátságos   | -         |           |
| 15.       | 1968. április 7.     | Amszterdam, Olimpiai Stadion      | Hollandia     | 1 – 2     | Belgium       | barátságos   | -         |           |
| 16.       | 1968. május 1.       | Varsó, Lengyel Hadsereg Stadionja | Lengyelország | 0 – 0     | Hollandia     | barátságos   | -         |           |
| 17.       | 1968. május 30.      | Amszterdam, Olimpiai Stadion      | Hollandia     | 0 – 0     | Skócia        | barátságos   | -         |           |
| 18.       | 1968. június 5.      | Bukarest, Köztársasági stadion    | Románia       | 0 – 0     | Hollandia     | barátságos   | -         |           |
| 19.       | 1968. szeptember 4.  | Rotterdam, Feijenoord Stadion     | Luxemburg     | 0 – 2     | Hollandia     | vb-selejtező | -         |           |
| 20.       | 1968. október 27.    | Szófia, Levszki-stadion           | Bulgária      | 2 – 0     | Hollandia     | vb-selejtező | -         |           |
| 21.       | 1969. március 26.    | Rotterdam, Feijenoord Stadion     | Hollandia     | 4 – 0     | Luxemburg     | vb-selejtező | -         |           |
| 22.       | 1969. április 16.    | Rotterdam, Feijenoord Stadion     | Hollandia     | 2 – 0     | Csehszlovákia | barátságos   | -         |           |
| 23.       | 1969. május 7.       | Rotterdam, Feijenoord Stadion     | Hollandia     | 1 – 0     | Lengyelország | vb-selejtező | -         |           |
| 24.       | 1969. szeptember 7.  | Chorzów, Stadion Śląski           | Lengyelország | 2 – 1     | Hollandia     | vb-selejtező | -         |           |
| 25.       | 1969. október 22.    | Rotterdam, Feijenoord Stadion     | Hollandia     | 1 – 1     | Bulgária      | vb-selejtező | -         |           |
| 26.       | 1969. november 5.    | Amszterdam, Olimpiai Stadion      | Hollandia     | 0 – 1     | Anglia        | barátságos   | -         |           |
| 27.       | 1970. január 14.     | London, Wembley Stadion           | Anglia        | 0 – 0     | Hollandia     | barátságos   | -         |           |
| 28.       | 1970. január 28.     | Tel-Aviv, Bloomfield stadion      | Izrael        | 0 – 1     | Hollandia     | barátságos   | -         |           |
|           | Összesen             |                                   |               | –         | mérkőzés      |              | –         | gól       |